# Vierge à l'Enfant avec le jeune saint Jean-Baptiste (Champigny-en-Beauce)
Pour les articles homonymes, voir Vierge à l'Enfant avec le jeune saint Jean-Baptiste.
La Vierge à l'Enfant avec le jeune saint Jean-Baptiste est un tableau réalisé vers 1510 par l'atelier du peintre italien Sandro Botticelli. Cette huile sur toile est une Madone qui représente Marie se penchant pour permettre au petit Jean le Baptiste de déposer un baiser sur les joues de l'Enfant Jésus. Il s'agit d'une réplique tardive d'une Vierge à la rose conservée au palais Pitti de Florence, et dont la composition a été inversée et le décor modifié pour déplacer la scène en intérieur. Passée entre les mains de Walter Savage Landor, elle est conservée, à la suite d'un don, dans l'église de Champigny-en-Beauce, dans le Loir-et-Cher, en France. Longtemps prise pour une copie du XIXe siècle, elle a été authentifiée au début des années 2020 à la faveur de l'organisation d'une exposition dédiée à l'artiste au musée Jacquemart-André, à Paris.

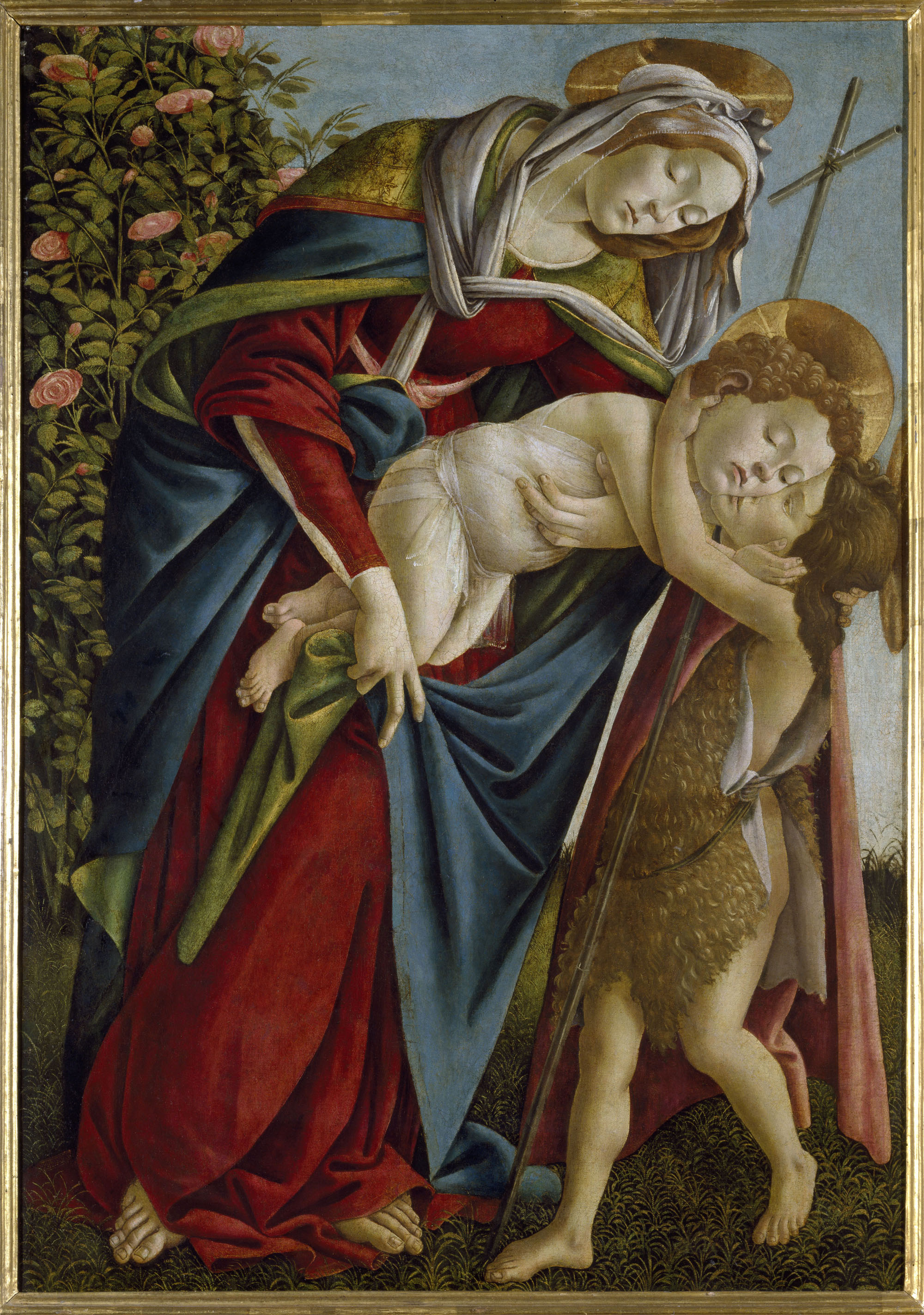
Vierge à l'Enfant avec le jeune saint Jean-Baptiste, vers 1505 – Palais Pitti, Florence.
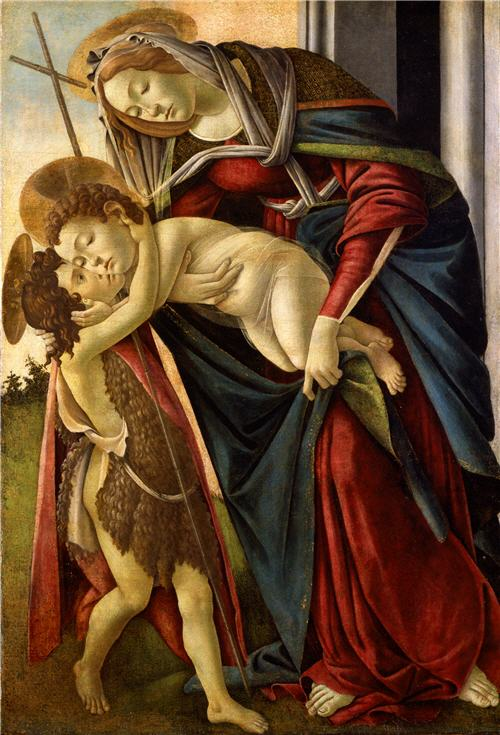
Vierge à l'Enfant avec le jeune saint Jean-Baptiste, vers 1505-1510 – Barber Institute of Fine Arts, Birmingham.